# Desmopsis neglecta
Desmopsis neglecta är en kirimojaväxtart som först beskrevs av Achille Richard, och fick sitt nu gällande namn av Robert Elias Fries. Desmopsis neglecta ingår i släktet Desmopsis och familjen kirimojaväxter. Inga underarter finns listade i Catalogue of Life.